# Rally Comunidad de Madrid de 2013
El Rally Comunidad de Madrid de 2013 fue la cuarta edición y la novena y última ronda de la temporada 2013 del Campeonato de España de Rally. Se celebró entre el 22 y el 24 de noviembre y contó con un itinerario de trece tramos que sumaban un total de 153,01 km cronometrados.
El ganador fue José Antonio Suárez a bordo de un Mitsubishi Lancer Evo IX que logró su primera victoria en el campeonato de España, por delante de Alberto Meira, por tan sólo 1,2 segundos de diferencia. A los mandos de un Evo X, Meira que había liderado gran parte de la carrera, no pudo con Suárez y cedió su puesto en el penúltimo tramo, a pesar de la sanción de diez segundos que le impusieron a José Antonio Suárez en el séptimo tramo por llegar tarde a un control horario. El podio lo completó Álvaro Muñiz, con el Porsche 911 GT3 que fue el piloto que más scratch marcó, seis, y arrebató en el último momento la tercera plaza a Xavi Pons, que disputó la prueba con el Škoda Fabia S2000 y fue finalmente cuarto. Quinto fue Alberto Monarri con un Evo IX y sexto Joan Vinyes que con el Suzuki Swift S1600 fue el más rápido entre los vehículos de tracción delantera.

## Itinerario
| Día   | Tramo | Nombre                   | Distancia | Hora  | Ganador                          | Tiempo  | Vel. media | Líder rally         |
| ----- | ----- | ------------------------ | --------- | ----- | -------------------------------- | ------- | ---------- | ------------------- |
| Día 1 | SS1   | Torrelaguna-La Cabrera   | 5.23 km   | 17:42 | Surhayen Pernía                  | 2:44.7  | 114.3 km/h | Surhayen Pernía     |
| Día 1 | SS2   | Robledillo-Puebla        | 17.41 km  | 18:16 | Alberto Meira                    | 10:30.0 | 99.5 km/h  | Alberto Meira       |
| Día 1 | SS3   | Circuito del Jarama      | 14.67 km  | 19:55 | Antonio Juan de la Reina         | 7:34.9  | 116.1 km/h | Alberto Meira       |
| Día 1 | SS4   | Torrelaguna-La Cabrera   | 5.23 km   | 21:27 | Álvaro Muñíz                     | 2:44.7  | 114.3 km/h | Alberto Meira       |
| Día 1 | SS5   | Robledillo-Puebla        | 17.41 km  | 18:16 | José Antonio Suárez              | 10:28.0 | 99.8 km/h  | Alberto Meira       |
| Día 2 | SS6   | Madarquillos             | 8.04 km   | 09:03 | Álvaro Muñiz                     | 3:56.4  | 122.4 km/h | Alberto Meira       |
| Día 2 | SS7   | Puerto de Canencia Norte | 13.20 km  | 09:42 | José Antonio Suárez              | 7:18.0  | 108.5 km/h | Alberto Meira       |
| Día 2 | SS8   | Madarquillos             | 8.04 km   | 12:23 | Álvaro Muñiz                     | 3:51.8  | 124.9 km/h | Alberto Meira       |
| Día 2 | SS9   | Puerto de Canencia Norte | 13.20 km  | 13:03 | José Antonio Suárez Álvaro Muñiz | 7:04.2  | 112.0 km/h | Alberto Meira       |
| Día 2 | SS10  | Circuito del Jarama      | 14.67 km  | 14:03 | Antonio Juan de La Reina         | 7:25.7  | 118.5 km/h | Alberto Meira       |
| Día 2 | SS11  | Madarquillos             | 8.04 km   | 16:05 | Álvaro Muñiz                     | 3:47.3  | 127.3 km/h | Alberto Meira       |
| Día 2 | SS12  | Puerto de Canencia Norte | 13.20 km  | 16:44 | José Antonio Suárez              | 6:57.0  | 114.0 km/h | José Antonio Suárez |
| Día 2 | SS13  | Circuito del Jarama      | 14.67 km  | 17:45 | Álvaro Muñiz                     | 7:27.6  | 118.0 km/h | José Antonio Suárez |

## Clasificación final
| Pos. | Piloto              | Copiloto             | Automóvil                | Tiempo    | Diferencia |
| ---- | ------------------- | -------------------- | ------------------------ | --------- | ---------- |
| 1.   | José Antonio Suárez | Pablo Marcos Secades | Mitsubishi Lancer Evo IX | 1:23:20.6 | 0.0        |
| 2.   | Alberto Meira       | David Vázquez        | Mitsubishi Lancer Evo X  | 1:23:21.8 | +1.2       |
| 3.   | Álvaro Muñiz        | César F. Blanco      | Porsche 911 GT3          | 1:23:44.3 | +23.7      |
| 4.   | Xavi Pons           | Xavi Amigo           | Skoda Fabia S2000        | 1:23:51.8 | +31.2      |
| 5.   | Alberto Monarri     | Rodrigo Sanjuan      | Mitsubishi Lancer Evo X  | 1:24:14.4 | +53.8      |
| 6.   | Joan Vinyes         | Jordi Mercader       | Suzuki Swift S1600       | 1:26:31.1 | +3:10.5    |
| 7.   | Alberto San Segundo | Eva Navas            | Mitsubishi Lancer Evo X  | 1:26:59.2 | +3:38.6    |
| 8.   | Joan Carchat        | Albert Garduño       | Renault Mégane RS        | 1:27:20.6 | +4:00.0    |
| 9.   | Gorka Antuxtegui    | Alberto Iglesias     | Suzuki Swift S1600       | 1:29:03.0 | +5:42.4    |
| 10.  | José Luis Peláez    | Diego Sanjuan        | Renault Clio R3          | 1:30:40.4 | +7:19.8    |